# Јакоб Хурт
Јакоб Хурт (ест. Jakob Hurt; село Химасте, 22. јул 1839 – Санкт Петербург, 13. јануар 1907) био је познати естонски лингвиста, фолклориста и теолог, у литерарним круговима познат и као „краљ естонског фолклора”. Био је један од најзначајнијих и најутицајнијих представника „Естонског националног буђења” у ком је био задужен за економски и политички програм.
Још као студент теологије на Тартуском универзитету активно је учестовао у деловању „Естонског ученог друштва”. и у том периоду почео је да се занима за естонски фолклор, а активно се залагао и за даљи развој естонског језика. Године 1886. у Санкт Петебрургу стиче звање доктора филозофије.
Заједно са групом од око 1.400 волонтера започео је обиман рад на прикупљању естонског народног стваралаштва. Волонтери су обишли готово све естонске домове широм Ливоније и сакупили преко 124.000 страница естонског фолклора. Хурт је систематизовао тај материјал и објавио га у капиталном делу Monumenta Estoniae Antiquae, а од укупно 6 томова за Хуртовог живота објављена су два тома.
Хурт је у периоду између 1894. и 1907. објавио и три збирке фолклорног стваралаштва под називом Сетове песме (Setukeste laulud).
Његов лик налазио се на новчаници од 10 естонских круна.

## Препоручена литература
- 1988
- 1989
- 1995